# Mk 74 (система управления огнём)
Mk 74 («Тартар») — система управления ракетным вооружением корабля, разработанная компанией Raytheon совместно с General Electric Ordnance Systems и Лабораторией прикладной физики Университета Джонса Хопкинса для систем ПВО ВМС США. Разработкой программного обеспечения для СУО также занималась компания Raytheon (контракт на разработку ПО на сумму $393,535). Первоначально предназначалась для управления ЗУР «Тартар», в дальнейшем, с внедрением в ВМС США ракет «Стандарт», была обеспечена совместимость СУО Mk 74 с этими ракетами. Одной из составных частей системы были радары подсветки цели AN/SPG-51, обоспечивавшие сопровождение цели и наведение на неё ракеты.

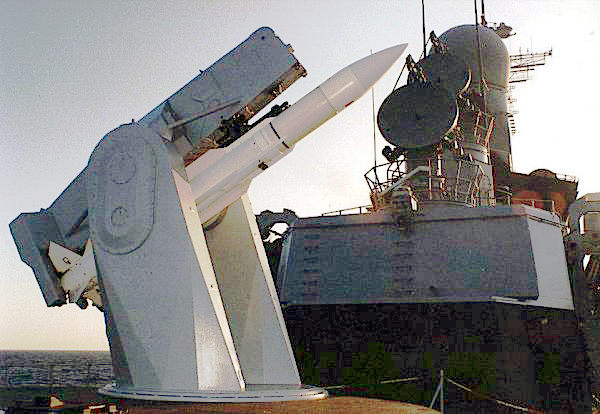
Ракета RIM-66 Standard на пусковой установке Mk 13 французского эсминца «Кассар»

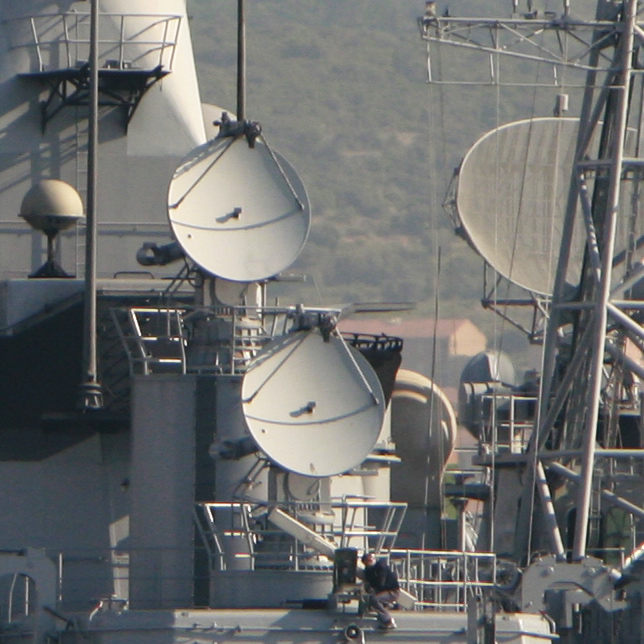
Радары AN/SPG-51 системы «Тартар» на французском эсминце типа «Кассар»

## Описание
Mk 74 или «Тартар» представляет собой составную часть ракетной системы, предназначенной для размещения на надводных кораблях и стрельбы по воздушным и надводным целям. Получает от системы целеуказания координаты цели и обеспечивает сопровождение цели, выдачу команды подъёма ракеты в позицию пуска, команды предпусковой подготовки, постоянную подсветку цели во время её перехвата, выдачу радиокоманд управления ракетой. Может обеспечивать круговой, секторный и растровый обзор по команде оператора.
Система Mk 74 претерпела несколько модификаций, последняя из которых, Mod 14/15, размещалась на кораблях СGN-36, СGN-37, СGN-40, СGN-41 и кораблях типа DDG-993. Эта модификация системы обеспечивает наведение ракет SM-2 до максимальной дальности.

## Установки на кораблях
- Ракетные крейсера типа «Олбани» («Тартар»)
- Эскадренный миноносец DL-2 «Митчер»
- Эскадренные миноносцы типа «Форрест Шерман»
- Эскадренные миноносцы типа «Чарльз Ф. Адамс» («Тартар», «Стандарт» SM-1 MR)
  -  Эскадренные миноносцы типа «Лютьенс»
  -  Эскадренные миноносцы типа «Перт»[англ.]
- Ракетные крейсера типа «Калифорния» («Стандарт» SM-1 MR)
- Ракетные крейсера типа «Вирджиния» («Стандарт» SM-1 MR)
- Эскадренные миноносцы типа «Кидд» («Стандарт» SM-1 MR и SM-2 MR)
  -  Эскадренные миноносцы типа «Кидд»
- Фрегаты типа «Брук»
- Эскадренные миноносцы типа «Кассар»
- Эскадренные миноносцы типа T 47[англ.]
- Эскадренные миноносцы типа «Аудаче»
- Эскадренные миноносцы типа «Луиджи Дуранд де ла Пенне»
- Эскадренные миноносцы типа «Хатакадзэ»
- Фрегаты типа «Балеарес»